# Хлудов, Иван Алексеевич
Иван Алексеевич Хлудов (1839 — июль 1868) — предприниматель, представитель купеческой династии Хлудовых.

## Биография
Родился в семье купца Алексея Ивановича Хлудова, в 1839 году.
Получил образование в Санкт-Петербургском Петропавловском училище. В 1857 году был отправлен в контору города Бремена, имевшую обширные торговые сношения со всеми странами света, Уже чрез два года был отправился в Англию, изучив там хлопковый рынок, решился завести прямые торговые сношения с США. В 1860 году Хлудов изучил на месте производство хлопка и заключил договора, но на первый раз потерпел убытки до 3 миллионов руб. Так как это был период войны южан и северян, Америки, в результате часть купленного хлопка была конфискована, а частью соженна самому Ивану Алексеевичу удалось получить свободу лишь после заступничества российского посольства. Стремясь вывести русскую торговлю из-под опеки иностранцев, Хлудов в 1862 г. открыл свою торговую контору на главном хлопковом рынке — в Ливерпуле. Вскоре в Средней Азии торговый дом братьев Хлудовых принял деятельное участие в среднеазиатской торговле, Хлудов, оставив Англию, отправился в Азию для изучения нового края и установления непосредственных торговых сношений с Востоком. Прибыв в Самарканд, он энергично принялся за дело, но заболев, скоропостижно умер в возрасте 29 лет.